# Митрофанівка (станція)
Митрофа́нівка — залізнична станція Південно-Східної залізниці в Кантемирівському районі Воронезької області на лінії Лиски — Міллерово (лінія електрифікована).